# Abarth 205A Berlinetta
Chronologie des modèles (1950 - 1951)
Abarth Cisitalia 204 A Abarth 207 A
L'Abarth 205A Berlinetta est une voiture destinée à la compétition automobile réalisée par le constructeur italien Abarth en 1950. Un exemplaire était le prototype d'une possible petite série de voiture sportive de luxe. Seulement 3 exemplaires ont été produits.

## Histoire

### Contexte
En 1947, Carlo Abarth fait partie de l'équipe de techniciens allemands qui sont venus se former à la technique des voitures de course chez le constructeur italien Cisitalia créé par Piero Dusio et Piero Taruffi à Turin en 1944. Des rapports très étroits techniques mais surtout humains liaient les deux italiens à Ferdinand Anton Ernst Porsche, à tel point que ce sera Piero Dusio qui versera une très importante rançon pour faire libérer son père Ferdinand Porsche, détenu injustement en France comme prisonnier de guerre, en 1947. La voiture en cours de développement était la Cisitalia 360 équipée d'un moteur 1.500 cm³, 12 cylindres boxer. 

### La Cisitalia 204A
Carlo Abarth, directeur sportif de la marque Cisitalia, travailla sur la monoplace Cisitalia D46, augmenta la cylindrée et la puissance du moteur et en modifia les suspensions ce qui améliora la tenue de route en courbe. Malgré sa plus grande compétitivité en course, Carlo Abarth n'était pas satisfait du résultat et obtint de créer un nouveau projet. Avec l'ingénieur Luciano Scholz, ils étudièrent un nouveau châssis baptisé 204A qui servira de base à la future Porsche 356. Le moteur était toujours le classique et très robuste Fiat 1100 alimenté par 2 carburateurs double corps Weber 36DR4SP.
Le châssis de la 204A avait un empattement anormalement réduit à 2.100 mm au lieu des 2.400 mm communément considérés comme la longueur minimale à l'époque. Le châssis, construit autour d'une poutre-tube centrale en aluminium, présentait des innovations spectaculaires au niveau de la rigidité tout en offrant un poids réduit de 510 kg seulement contre les 600 kg de ses concurrentes. La première Abarth Cisitalia 204 A fut engagée en course le 9 mai 1948 avec Adolfo Macchieraldo à son volant. La voiture remporta sa première victoire le 13 juin 1948 sur le circuit de Mantoue.

## l'Abarth Cisitalia 204A
En janvier 1949, la société Cisitalia est placée en redressement judiciaire avec une autorisation de poursuite de son activité limitée à la conclusion de son modèle Grand Prix. Carlo Abarth voit ainsi disparaître tout son travail sur les voitures de sport et décide, avec Guido Scagliarini de créer la société Abarth & C. pour la poursuite de l'activité sportive de l'équipe Cisitalia Sport.
Avec sa prime de licenciement et des capitaux propres de Scagliarini, ils rachètent deux Cisitalia 204A terminées, une Cisitalia D46 1200 et beaucoup de pièces détachées et des voitures non encore assemblées. La seule contrainte imposée à la nouvelle société Abarth était de faire courir les Cisitalia rachetées pendant au moins une année sous la marque Cisitalia.
À partir du printemps 1950, après avoir scrupuleusement respecté cette contrainte, les 204A portent le logo Abarth. La première course remportée par une Abarth 204A fut la course de côte Palerme-Monte Pellegrino, le 10 avril 1950 avec Tazio Nuvolari à son volant et qui sera également sa dernière course.
Encouragé par les bons résultats de ses Abarth 204 A et par les ventes sans cesse croissantes de ses kits d’échappement, Carlo Abarth se lance dans la construction d'un nouveau modèle de type coupé sportif mais toujours destiné à la compétition, l'Abarth 205A à partir d'un tout nouveau châssis.
La voiture conserve l'indestructible moteur Fiat 1100 quatre cylindres équipé du kit de réglage Abarth, qui comprend un collecteur d'admission révisé, deux carburateurs double corps Weber et un échappement sur mesure. Le petit moteur de 1.089 cm³ fournit la puissance impressionnante de 83 ch. La boîte de vitesses à quatre vitesses provenait également de la Fiat 1100 de série. La Carrozzeria Vignale a été chargée de concevoir et fabriquer la carrosserie en aluminium, le design est dû au crayon de Giovanni Michelotti, alors jeune designer italien réputé. 
Après un début spectaculaire à Monza, la 205A Berlinetta est présentée officiellement au Salon de l'automobile de Turin 1950. C'était la première fois qu'Abarth exposait ses voitures. Un deuxième exemple a été fabriqué peu de temps après et les deux ont couru dans les principales compétitions italiennes de la saison. Le troisième exemplaire a été terminé au début de 1951 et a été le plus luxueux, équipé d'une version légèrement différente du moteur Fiat dont la cylindrée a été portée à 1.187 cm³ par Abarth. Le modèle a été présenté au Salon de Turin l'année suivante, en 1951. Cette version devait être construite en petite série mais son prix annoncé était très proche de celui de la première des Ferrari deux litres. Abarth n'a pas eu de demandes et n'a finalement jamais fabriqué que ce seul exemplaires. Carlo Abarth en fera sa voiture personnelle.
Les dépenses énormes liées aux efforts de course ont lourdement pesé sur la société naissante et incita Carlo Abarth à considérer qu'il était plus sage d'abandonner la compétition et de se concentrer sur le développement de systèmes d'échappement performants. En plus de ces trois voitures de compétition, Abarth a également produit une quatrième voiture dans la même lignée, utilisée pour des exhibitions, avec une carrosserie Ghia qui a fait ses débuts à Turin en 1953.
Étonnamment, les trois Abarth 205A ont toutes survécu et sont entre les mains de propriétaires attentionnés.

### Abarth 205-101
Le premier modèle de ce type a été fabriqué en mars 1950 et fut engagé en course le 26 mars 1950, lors de la Coupe Inter-Europe courue sur l'Autodrome de Monza. Avec Guido Scagliarini, pilote et associé de Carlo Abarth, à son volant, ils remportèrent la course dans sa catégorie. Cette voiture a été rachetée par le collectionneur américain Herbert H. Johnson en 1953. Elle se trouve maintenant au Musée O'Sullivan Square de San Diego.

### Abarth 205-102
Cette voiture qui porte le numéro de châssis 102 est en fait le troisième et dernier exemplaire (prototype) fabriqué. Il diffère très légèrement du premier avec un empattement de 2.330 mm au lieu de 2.100 mm du précédent. A ce jour, aucun document ne justifie de cette modification. Il semble que cette voiture était destinée à Carlo Scagliarini, frère du pilote et associé de Carlo Abarth, pour son usage personnel après qu'elle serait retirée de la compétition. La voiture a été rachetée par Helmut Fischer avec laquelle il remporta de nombreuses courses de voitures historiques en 1984. Il la revend le 14 février 2004 à Paris au prix de 105.750 €uros. Elle fut restaurée par l'entreprise italienne Faralli & Mazzanti et équipée d'un moteur Fiat 1000 Sirca de 1.158 cm³ très proche du moteur d'origine et pris par en 2009 au "Goodwood Fesrivel of Speed".

### Abarth 205-103
C'est le modèle (prototype) le plus élaboré et, bien que portant le numéro de châssis 103, est le deuxième exemplaire (prototype) et non le dernier. Contrairement au premier exemplaire destiné uniquement aux compétitions sportives, sa destination n'était plus les courses mais une production en petite série pour une clientèle fortunée et sportive. La finition était d'ailleurs luxueuse. 
Il bénéficie d'une légère augmentation de la cylindrée du moteur Fiat 1100 passant de 1.089 à 1.188 cm³ mais avec une puissance ramenée à 65 ch DIN.
Sa présentation officielle a lieu lors du Salon de l'automobile de Turin du 4 au 14 mai 1950. Assez curieusement, la Ferrari 166 Inter, présentée en septembre 1950 était très ressemblante, bien qu'ayant des dimensions supérieures, et commercialisée à un prix équivalent. Les deux modèles étaient issus du même designer et atelier de carrosserie, ce qui n'a pas favorisé les relations entre les deux chefs d'entreprises.